# Vendée Fontenay Foot
Maillots
Actualités
Le Vendée Fontenay Football (ou VFF) est un club de football français fondé en 1991, à la suite de la fusion du SA Fontenay et de l'Étoile fontenaysienne, et situé à Fontenay-le-Comte (Vendée, Pays de la Loire). Le club évolue en 2014-2015 (D5).
En Coupe de France, la meilleure performance du club vendéen reste un 1/8e de finale perdu contre l'Olympique lyonnais (2000-2001) après avoir battu le CS Sedan-Ardennes au tour précédent. Les Fontenaisiens ont par ailleurs atteint 3 fois les 1/16e de finale au cours de leur jeune histoire (2004, 2011, 2013), éliminés respectivement par le FC Nantes, le FC Lorient et l'ES Troyes AC.

## Histoire

### Le football à Fontenay-le-Comte avant le VFF (avant 1991)
Georges Van Straelen, ancien pro ayant notamment joué à Nantes, Bordeaux et Toulouse entraîne une des deux équipes fontenaysiennes entre 1988 et 1991.

### Genèse du Fontenay VF (1991)
Le club est né en 1991 de la fusion entre le Stade Athlétique Fontenaisien et l'Étoile.

### Ascenseur entre D4 et D5 (1991-2007)
Le VFF a longtemps bataillé en CFA avant d'être rétrogradé en CFA 2 en 2005 pour des raisons extra-sportives. À la fin de la saison 2006-2007 le club termine premier de son groupe de CFA 2, ce qui lui permet un retour en CFA (groupe D).

### Stabilisation au niveau CFA (2007-2015)
Antony Gauvin, ancien joueur professionnel passé, entre autres, par le FC Lorient et reconverti comme entraîneur assure le maintien de son équipe au 4e échelon de son équipe entre 2008 et 2018.

## Palmarès et records

### Palmarès
| Compétitions nationales                                                            | Compétitions régionales et départementales |
| - Championnat de France Amateur 2 (1) - Champion en 2007. - Vice-champion en 1999. | - Championnat de Division Honneur Atlantique (1) - Champion en 1992. - Coupe Atlantique (1) - Vainqueur en 1996 - Coupe de Vendée (?) - Vainqueur en... |
| - Championnat de France Amateur 2 (1) - Champion en 2007. - Vice-champion en 1999. | Compétitions de jeunes |

### Bilan sportif
Le tableau suivant indique le championnat disputé par le club au cours des saisons depuis sa création, en 1991.
| Saison    | Championnat          | Championnat | Championnat | Championnat | Championnat | Championnat | Championnat | Championnat | Championnat | Championnat | Coupe de France | Entraîneurs      | Affluence moyenne |
| Saison    | Division             | Class.      | Pts         | M           | V           | N           | D           | Bp          | Bc          | Diff        | Coupe de France | Entraîneurs      | Affluence moyenne |
| --------- | -------------------- | ----------- | ----------- | ----------- | ----------- | ----------- | ----------- | ----------- | ----------- | ----------- | --------------- | ---------------- | ----------------- |
| 1991-1992 | DH - Atlantique (D5) | 1           | 66          | 26          | 16          | 8           | 2           | 50          | 15          | +35         |                 | Neveu            |                   |
| 1992-1993 | Division 4 (D4)      | 7           | 26          | 26          | 9           | 8           | 9           | 34          | 35          | -1          |                 | Neveu            |                   |
| 1993-1994 | National 3 (D5)      | 8           | 24          | 26          | 10          | 4           | 12          | 38          | 42          | -4          |                 | Neveu            |                   |
| 1994-1995 | National 3 (D5)      | 7           | 26          | 26          | 8           | 10          | 8           | 36          | 31          | 5           | 8e tour         | Neveu            |                   |
| 1995-1996 | National 3 (D5)      | 5           | 37          | 26          | 10          | 7           | 9           | 31          | 34          | -3          |                 | Neveu            |                   |
| 1996-1997 | National 3 (D5)      | 1           | 50          | 26          | 15          | 5           | 6           | 46          | 24          | 22          |                 | Neveu            |                   |
| 1997-1998 | CFA (D4)             | 18          | 26          | 34          | 6           | 8           | 20          | 33          | 67          | -34         | 1/32e de finale | Neveu            |                   |
| 1998-1999 | CFA2 (D5)            | 2           | 92          | 30          | 18          | 8           | 4           | 66          | 32          | +34         | 1/32e de finale | Neveu puis Floze |                   |
| 1999-2000 | CFA (D4)             | 11          | 77          | 34          | 11          | 10          | 13          | 54          | 58          | -4          |                 | Floze            |                   |
| 2000-2001 | CFA (D4)             | 15          | 76          | 34          | 11          | 9           | 14          | 49          | 50          | -1          | 1/8e de finale  | Floze            |                   |
| 2001-2002 | CFA (D4)             | 13          | 73          | 34          | 9           | 12          | 13          | 31          | 43          | -12         | 1/32e de finale | Braconnier       |                   |
| 2002-2003 | CFA (D4)             | 5           | 89          | 34          | 14          | 13          | 7           | 46          | 31          | +15         |                 | Braconnier       |                   |
| 2003-2004 | CFA (D4)             | 5           | 88          | 34          | 15          | 9           | 10          | 61          | 50          | +11         | 1/16e de finale | Braconnier       |                   |
| 2004-2005 | CFA (D4)             | 11          | 80          | 34          | 13          | 7           | 14          | 42          | 47          | -5          |                 | Braconnier       |                   |
| 2005-2006 | CFA2 (D5)            | 4           | 74          | 30          | 10          | 14          | 6           | 33          | 31          | +2          |                 | Lecomte          |                   |
| 2006-2007 | CFA2 (D5)            | 1           | 85          | 30          | 15          | 10          | 5           | 41          | 26          | +15         | 7e tour         | Lecomte          |                   |
| 2007-2008 | CFA (D4)             | 3           | 88          | 34          | 13          | 15          | 6           | 40          | 33          | +7          |                 | Nicol            |                   |
| 2008-2009 | CFA (D4)             | 4           | 91          | 34          | 16          | 9           | 9           | 37          | 32          | +5          | 8e tour         | Nicol            |                   |
| 2009-2010 | CFA (D4)             | 14          | 70          | 34          | 6           | 18          | 10          | 31          | 41          | -10         |                 | Nicol            |                   |
| 2010-2011 | CFA (D4)             | 14          | 71          | 34          | 9           | 12          | 11          | 34          | 43          | -9          | 1/16e de finale | Gauvin           |                   |
| 2011-2012 | CFA (D4)             | 13          | 73          | 34          | 10          | 9           | 15          | 30          | 43          | -13         | 8e tour         | Gauvin           |                   |
| 2012-2013 | CFA (D4)             | 10          | 82          | 34          | 12          | 12          | 10          | 41          | 38          | +3          | 1/16e de finale | Gauvin           |                   |
| 2013-2014 | CFA (D4)             | 13          | 63          | 30          | 8           | 9           | 13          | 27          | 43          | -12         | 6e tour         | Gauvin           |                   |
| 2014-2015 | CFA (D4)             | 14          | 63          | 30          | 7           | 12          | 11          | 33          | 40          | -7          | 7e tour         | Gauvin           |                   |
| 2015-2016 | CFA (D4)             | 10          | 65          | 30          | 7           | 14          | 9           | 40          | 45          | -5          | 5e tour         | Gauvin           |                   |
| 2016-2017 | CFA (D4)             | 8           | 42          | 30          | 11          | 9           | 10          | 47          | 49          | -2          | 5e tour         | Gauvin           |                   |
| 2017-2018 | National 2 (D4)      | 16          | 25          | 30          | 5           | 10          | 15          | 25          | 41          | -16         | 6e tour         | Gauvin           |                   |
| 2018-2019 | National 3 (D5)      | 3           | 43          | 26          | 12          | 7           | 7           | 36          | 29          | +7          | 7e tour         | Darbelet         |                   |
| 2019-2020 | National 3 (D5)      | 10          | 20          | 17          | 5           | 5           | 7           | 26          | 33          | -7          | 8e tour         | Darbelet         |                   |
| 2020-2021 | National 3 (D5)      | En cours    |             |             |             |             |             |             |             |             |                 | Guilloteau       |                   |

### Parcours en Coupe de France
- - 1982-1983 : 6e tour contre le Chamois niortais FC (0-1).
  - 1987-1988 : 7e tour contre La Roche-sur-Yon VF (1-4).
  - 1988-1989 : 8e tour contre l'Angers SCO (0-4).
  - 1994-1995 : 8e tour contre le Stade montois (1-4).
  - 1997-1998 : 1/32e de finale contre le Pau FC (0-0 et 2-4 aux t.a.b.).
  - 1998-1999 : 1/32e de finale contre le SO Châtellerault (2-2 et 5-6 aux t.a.b.).
  - 2000-2001 : 1/8e de finale contre l'Olympique lyonnais (2-2 et 4-5 aux t.a.b.), après avoir éliminé le CS Sedan-Ardennes 1-0 (but de Willy Renou).
  - 2003-2004 : 1/16e de finale contre le FC Nantes (0-3).
  - 2010-2011 : 1/16e de finale contre FC Lorient (0-1 ap).
  - 2012-2013 : 1/16e de finale contre L'ES Troyes AC (0-5).
  - 2013-2014 : 6e tour contre La Roche-sur-Yon VF (0-3).
  - 2014-2015 : 7e tour contre le Paris FC (0-1).
  - 2015-2016 : 5e tour contre le Rezé FC (0-2).
  - 2016-2017 : 5e tour contre les Voltigeurs de Châteaubriant (1-2).
  - 2017-2018 : 6e tour contre l'US Changé (0-0 et 3-5 aux t.a.b.).
  - 2018-2019 : 7e tour contre le LB Châteauroux (2-3).
  - 2019-2020 : 8e tour contre l'Aviron bayonnais (1-4).

## Identité du club

### Maillot
| Domicile (2014-2015) | Extérieur (2014-2015) |

### Logo

Logo jusqu'en 2021.
Logo depuis 2021.

## Joueurs et personnalités du club

### Présidents
- 2005-octobre 2017 :  Loïc Turpeau[1]
- Octobre 2017- :  Laurent Mompert[3]

### Entraîneurs
Le tableau suivant présente la liste des entraîneurs du club depuis sa création, en 1991.
| Rang | Nom               | Période   |
| ---- | ----------------- | --------- |
| 1    | Patrice Neveu     | 1991-1998 |
| 2    | Olivier Floze     | 1998-2001 |
| 3    | Pascal Braconnier | 2001-2004 |
| 4    | Damien Lecomte    | 2004-2007 |

| Rang | Nom                 | Période    |
| ---- | ------------------- | ---------- |
| 5    | Gérard Nicol        | 2007-2010  |
| 6    | Antony Gauvin       | 2008-2018  |
| 7    | Emmerick Darbelet   | 2018-2020  |
| 8    | Philippe Guilloteau | 2020- 2021 |
| 9    | Aurélien Joubert    | 2021-2024  |
| 10   | Loïc Lambert        | 2024-      |

Par ailleurs, Georges Van Straelen à entraîné l'Étoile fontenaysienne entre 1988 et 1991.

### Joueurs emblématiques
- Ludovic Gamboa
- Aurélien Capoue (2001-2003), international guadeloupéen.
- Nicolas De la Quintinie (2000-2001)
- Kévin Fonteneau
- Richard Bonnet
- Moké Kajima (1996-1997), international congolais.
- Yoann Khodabuccus (2004-2005), international mauricien.
- Djibril Konaté (2003-2005 et 2009)
- Willy Renou

## Structures du club

### Infrastructures
En 1906, la famille Baron-Latouche cède à Emmanuel Murzeau 2,36 hectares de prairies en contrebas du château de Terre-Neuve à proximité de la rivière Vendée. 17 juillet 1907 voit la création de la Vigilante, société de gymnastique, de tir et d’instruction militaire la Vigilante. Rapidement, cette association met en place un patronage afin de proposer aux jeunes gens des activités sportives (dont le football) pratiquées sur le stade alors nommé "Dieu-Patrie". En février 1948, Emmanuel Murzeau transmet ses biens à cette l'Amicale Artistique et Sportive Fontenaisienne (AASF), association nouvellement créée qui devient propriétaire de l’équipement.
À partir de 1974, la Ville obtient le droit d'utiliser le terrain à condition de veiller à son entretien.  Celui-ci devient alors le terrain officiel du club de football, l’Étoile fontenaisienne et vibre au rythme des derby avec le SA Fontenay. La rivalité prend fin le 10 juin 1991 lorsque l’Étoile fusionne avec le Stade Athlétique Fontenaisien pour donner naissance au Fontenay Foot Vendée (FFV).  Cependant en 1998 le contrat de location n’est pas prolongé et le stade demeure inutilisé pendant une dizaine d’années. Il sert seulement à la pratique de l'EPS des élèves du collège Saint-Joseph et du lycée Notre-Dame.
Néanmoins en 2008 une convention provisoire est signée entre la Ville et l’association propriétaire, l’Amicale Artistique et Sportive Fontenaisienne (AASF) puis le 30 avril de l'année suivante un bail emphytéotique de 30 ans est conclu entre les deux entités avec la promesse que le complexe revienne pour de bon à la Ville au terme du bail. La Ville entame donc des travaux en mars 2011 afin de rendre le stade conforme aux normes en vigueur. Le montant final facturé représente 875 000 €. Le stade comporte désormais 3 tribunes d'une capacité totale de 500 place (contre 1 tribune de 250 place précédemment) tandis que 4 pylônes sont érigés pour permettre l'éclairage nocturne de la pelouse intégralement refaite. C'est ainsi que le 27 aout 2011 se tient le 1er match officiel dans le stade flambant neuf (3e journée de CFA), perdu 2-1 face aux voisin herbretais devant une assemblée de 1187 personnes.

### Aspects juridique, économiques et financiers
Budget:
- 2011-2012: 650 à 700 k €[7]
- 2012-2013: 650 k €[8]
- 2013-2014:
- 2014-2015: 657 k €[9]